# Ширяевский (Иловлинский район)
Ширяевский — хутор в Иловлинском районе Волгоградской области, административный центр Ширяевского сельского поселения. Основан во второй половине XVIII века
Население — 855 (2010)

## История
Основан во второй половине XVIII века. Из выписки Ростовского архива: «15 мая 1777 года по донесению походного есаула Алексея Абрамова войсковой канцелярией было приказано сыскному старшине просимое им для построения хутора на реке Ширяй место рассмотреть, ежели никому не препятствует. Хутор построить». В другом документе упоминается, что в 1837 году хутор Ширяевский насчитывал 28 дворов.. Хутор относился к юрту станицы Старогригорьевской Второго Донского округа Области Войска Донского (до 1870 года — Земля Войска Донского). Согласно Списку населённых мест Земли Войска Донского 1862 года издания в 1859 году на хуторе Ширяйском проживало 324 душ мужского и 278 женского пола. К концу XIX века хутор стал самым крупным поселением в юрте Старогригорьевской станицы. Согласно переписи населения Российской империи 1897 года на хуторе Ширяйском (он же Плетнёв) проживали: 1171 мужчина и 1286 женщин, из них грамотных мужчин — 464, грамотных женщин — 86.
До настоящего времени существует две версии происхождения названия хутора: по фамилии казака Ширяева и по названию реки Ширяй. Согласно исторической справке Ширяевского сельского поселения слово Ширяй имеет несколько значений: поле, ширь, простор; в переводе с татарского — «могучий».
Согласно Алфавитному списку населённых мест Области Войска Донского 1915 года на хуторе проживало 1695 душ мужского и 1754 женского пола, на хуторе имелись хуторное правление, церковь, школа, кредитное товарищество.
В 1921 году в составе Второго Донского округа включён в состав Царицынской губернии. С 1928 года — в составе Иловлинского района Сталинградского округа (округ ликвидирован в 1930 году) Нижневолжского края (с 1934 года — Сталинградского края). С 1935 года — в составе Солодчинского района Сталинградского края (с 1936 года — Сталинградской области, с 1961 года — Волгоградской области).
В период Сталинградской битвы хутор Ширяевский использовался для складирования военных грузов — техники и продовольствия. Здесь формировались воинские соединения перед отправкой в зону боевых действий. Жители хутора уже в 1941 году направлялись на строительство оборонительных рубежей. На хуторе размещалось 3 военных госпиталя. Умерших в госпиталях хоронили в братской могиле расположенной на местном кладбище. В 1943 году по завершении боевых действий на братской могиле хутора был установлен деревянный обелиск, увенчанной красной звездой.
В 1963 году Солодчинский район был упразднён, хутор передан в состав Фроловского района. В 1965 году включён в состав Иловлинского района.

## Общая физико-географическая характеристика
Хутор расположен в степи, на реке Ширяй, в пределах Приволжской возвышенности, являющейся частью Восточно-Европейской равнине. Хутор вытянут вдоль реки Ширяй на несколько километров. Центр хутора расположен на высоте около 70 метров над уровнем моря. Почвы — тёмно-каштановые солонцеватые и солончаковые.
К хутору имеется асфальтированный подъезд от федеральной автодороги «Каспий» (21 км). По автомобильным дорогам расстояние до областного центра города Волгограда составляет 120 км, до районного центра города Иловля — 43 км. Ближайшая железнодорожная станция расположена в 20 км от хутора в селе Лог.
Климат
Климат умеренный континентальный (согласно классификации климатов Кёппена — Dfa). Температура воздуха имеет резко выраженный годовой ход. Среднегодовая температура положительная и составляет + 7,5 °С, средняя температура января −8,5 °С, июля +23,3 °С. Расчётная многолетняя норма осадков — 395 мм, наибольшее количество осадков выпадает в июне (45 мм), наименьшее в марте (22 мм).
Часовой пояс
Ширяевский, как и вся Волгоградская область, находится в часовой зоне МСК (московское время). Смещение применяемого времени относительно UTC составляет +3:00.

## Население
Национальный состав: русские - 63%, казаки - 17%, курды - 14%, другие народности - 6%.
Динамика численности населения по годам:
| 1859 | 1873 | 1897 | 1915 | 1987 | 2002 |
| ---- | ---- | ---- | ---- | ---- | ---- |
| 602  | 1445 | 2457 | 3449 | ≈760 | 889  |

| 1914 | 2010 |
| ---- | ---- |
| 3449 | ↘855 |